# Nikolaj Petrovitj Rumjantsev
Grev Nikolaj Petrovitj Rumjantsev (også Rumjantsov; russisk: Николай Петрович Румянцев, tr. Nikolaj Petrovitj Rumjantsev; født 14. april 1754 (gl. stil) i Sankt Petersborg, død 15. januar 1826 sammesteds) var en russisk statsmand og mæcen for kunst og videnskab. Han var søn af den kendte russiske hærfører Pjotr Aleksandrovitj Rumjantsev.
1779-1796 befuldmægtiget russisk gesandt i Frankfurt am Main. Efter tsar tsar Aleksander 1.s tronbestigelse rykker han hastigt op i graderne. I 1807 bliver han udenrigsminister og snart derefter rigskansler. I 1808 ledsager han tsaren til Erfurt, hvor han møder Napoleon. Den 17. september 1809 forhandlede han Frederikshamn-freden med Sverige.
Da han i 1812 fik meddelelsen om Frankrigs invasion af Rusland (i juli 1812) fik han et slagtilfælde og mistede sin hørelse. Herefter trak han sig tilbage fra det offentlige liv.

## Mæcen
I 1811 mødte grev Rumjantsev Alexander von Humboldt, som han tilbød en ekepedition til Sibirien. Denne ekspedition fandt dog først sted i 1829, efter Rumjantsevs død.
Han udrustede for sine egne midler en ekspedition med skibet Rjurik, som sejlede omkring jorden fra 1815 til 1818 under kommando af Otto von Kotzebue. Til ære for mæcenen opkaldte ekspeditionen en ø, der ikke hidtil var kendt af europæere efter ham (Rumyantsov, 9,4° N; 170,03° V, Marshalløerne).
Rumjantsev var også mæcen for flere europæiske lærde. I 1817 gjorde han det muligt for den danske botaniker og naturvidenskabsmand Morten Wormskjold at komme med på Rjurik-ekspeditionen. I 1818-19 hjalp han Rasmus Rask under dennes ophold i Sankt Petersborg på vej til Indien. I 1823 ansatte han den finske sprogforsker Andreas Johan Sjögren som privat bibliotekar, hvorved Sjögren fik mulighed for at fortsætte sin forskning.
Grev Rumjantsev var en begejstret samler og oprettede et museum, som i 1861 blev flyttet fra Sankt Petersborg til Moskva, hvor det blev grundlaget for Rumjantsev-museet. Af hans personlige bibliotek opstod det Russiske Statsbibliotek. Han samlede også materialer til den russiske historie og skrev selv talrige historiske og litterære afhandlinger.
Æresmedlem af det Kejserlige Russiske Akademi (1819).

## Biografi
- 1762-1774 – militærtjeneste.
- 1774-1801 – tjeneste i statsinstitutioner. 24. november 1792 udmærket med Aleksander Nevskij-ordenen.
- Fra 1798 leder af Det militære kommunikationsdepartement. Departementet blev i 1809 udbygget om omdøbt til Samfærdselsministeriet. En af hans største fortjenester her var anlægget af Mariinskaja-kanalen (som åbnede i 1810)
- 1802-1808 – Minister for korn og jord.
- 1807-1814 – Udenrigsminister.
- 1808-1810 – Viceformand for Statsrådet.
- Fra 1809 – Rigskansler. Overbevist franskvenlig, tilhænger af nære relationer til Napoleon. Efter Frankrigs angreb på Rusland (i juli 1812) ramt af lammelse.
- 1810-1812 – Formand for Statsrådet.
- Efter 1814 trak han sig tilbage.
- 30. januar 1819 valgt til æresmedlem af det Kejserlige Russiske Akademi.